# Цифрова безпека
Цифрова безпека охоплює різні способи захисту інтернет-рахунку комп'ютера і файлів від вторгнення зовнішнім користувачем.

## Комп'ютери та інтернет
Інтернет-безпека має на увазі захист облікового запису комп'ютера в Інтернеті і файлів від вторгнення зовнішнього користувача. Сьогодні користувачі Інтернету ознайомлений з такими компаніями, як Symantec (Norton Anti-Virus) і McAfee, які надають їм продукти для забезпечення безпеки в Інтернеті для захисту від комп'ютерних вірусів, а також для забезпечення безпечних брандмауерів і захисту від шпигунських програм. Такі організації, як Центр Інтернет-безпеки (СНД), надають підприємствам ресурси для вимірювання стану інформаційної безпеки і прийняття раціональних інвестиційних рішень в області безпеки.
Приклад використання технології захищених смарт-карток — Microsoft .NET. Це програмна структура, доступна в декількох операційних системах Microsoft Windows. Він охоплюває бібліотеку кодованих рішень для запобігання поширених проблем програмування і віртуальну машину, яка управляє виконанням програм, написаних спеціально для платформи.

## Зв'язок
Можливо, найбільш широко відомим цифровим захищеним телекомунікаційним пристроєм є картка SIM (Subscriber Identity Module), пристрій, який вбудовано в більшості пристроїв у світі, перш ніж можна буде отримати будь-яку послугу. SIM-картка — це тільки початок цієї цифрової захищеного середовища.
Попередній стандарт вебсерверів для смарткарток (SCWS) визначає інтерфейси HTTP-сервера в смарткартці. Проводяться тести для захисту інформації про платежі OTA («по повітрю») і кредитних карток з мобільного телефону і на нього. Комбіновані пристрої SIM / DVD розробляються за допомогою технології Smart Video Card, яка вбудовує DVD-сумісний оптичний диск в корпус звичайної SIM-картки.
Інші телекомунікаційні розробки, пов'язані з цифровою безпекою, включають мобільні підписи, які використовують вбудовану SIM-картку для створення юридично обов'язкової електронного підпису.

## Фінансові операції та роздрібна торгівля
Інтернет-звіт UCLA: «Обстеження цифрового майбутнього» (2000) показав, що конфіденційність особистих даних створює перешкоди для онлайн-продажів і що більш як дев'ять з 10 інтернет-користувачів (були) тією чи іншою мірою стурбовані безпекою кредитних карток.
Найбільш поширені вебтехнології для підвищення безпеки між браузерами і вебсайтами називаються SSL (Secure Sockets Layer), а його наступники TLS (Transport Layer Security), служби управління ідентифікацією і аутентифікації, а також служби доменних імен дозволяють компаніям і споживачам брати участь в безпечному зв'язку. і комерції. Кілька версій SSL і TLS зазвичай використовуються сьогодні в таких додатках, як перегляд вебсторінок, електронна пошта, інтернет-факс, обмін миттєвими повідомленнями і VoIP (передача голосу по IP).
Компанії-емітенти кредитних карток Visa і MasterCard спільно розробили безпечний чип EMV, який вбудований в кредитні картки. Подальші розробки включають Програму аутентифікації чипів, в якій банки надають клієнтам ручні пристрої для зчитування карток для проведення безпечних онлайн-транзакцій.
Інші розробки в цій галузі включають розробку технології, такий як Instant Issuance, яка дозволила кіоскам торгових центрів, що діють від імені банків, видавати на місці кредитні картки зацікавленим клієнтам.

## Подорожі та транспорт
Багато сучасних паспортів нині[коли?] є біометричними паспортами, що містять вбудований мікрочип, в якому зберігаються оцифрована фотографія і особиста інформація, така як ім'я, стать і дата народження. Крім того, чимраз більше країн впроваджують технологію розпізнавання осіб, щоб зменшити шахрайство з використанням особистих даних. Впровадження електронного паспорта допомогло прикордонникам у перевірці особистості власника паспорта, що дозволило швидко обробляти пасажирів. В наш час в США, Великій Британії та Австралії заплановано впровадити кіоски SmartGate з технологією розпізнавання сітківки і розпізнавання відбитків пальців.
Крім того, ліцензії на електронні драйвери розробляються з використанням тієї ж технології. Наприклад, орган, що ліцензує Мексики (ICV) використовував платформу смарткарток для видачі перших ліцензій на електронні драйвери місту Монтеррей в штаті Нуево-Лео.
Авіакомпанія рухається від використання традиційних паперових квитків до використання електронних квитків (електронних квитків). Це стало можливим завдяки успіхам онлайн-транзакцій по кредитних картах в партнерстві з авіакомпаніями. Міжміські автобусні компанії також переходять на електронні квитки сьогодні.
Судноплавні компанії прийняли технологію RFID (радіочастотна ідентифікація) як ефективний, захищене цифровим способом пристрій стеження. На відміну від штрих-коду, RFID може зчитуватися на відстані до 20 футів. RFID використовується FedEx і UPS.

## Охорона здоров'я
Сьогодні всі постачальники медичних послуг та медичні страхові компанії використовують Інтернет для надання поліпшених продуктів і послуг, а також для скорочення витрат.
Медична компанія Humana співпрацює з WebMD, Oracle Corporation, EDS, Microsoft і TriZetto, щоб надати своїм членам доступ до своїх медичних записів, а також надати огляд планів медичного обслуговування. Записи пацієнтів все частіше поміщаються в безпечні внутрішні мережі, що усуває необхідність в додатковому просторі для зберігання.

## Безпечний доступ
Все ФБР, ЦРУ і Пентагон використовують технологію безпечного контрольованого доступу для будь-якого зі своїх будинків. Однак, використання цієї форми технології поширюється в підприємницькому світі. Чимраз більше і більше компаній користуються перевагами розробки технології безпечного доступу з цифровим управлінням. Наприклад, GE ACUVision пропонує однопанельну платформу для контролю доступу, моніторингу аварійних сигналів і цифрового запису.
Нові підходи об'єднують можливості мережевого відеореєстратора з функціями інтелектуального контролю доступу та панелі моніторингу аварійних сигналів в одній програмі для обробки зображень. Деякі системи тепер об'єднують функції цифрового відеомоніторингу / запису / відтворення, контролю доступу та виявлення вторгнень в єдиному рішенні панелі. За допомогою цих інтегрованих платформ цифрового запису відео та контролю доступу співробітники служби безпеки можуть відображати живе і збережене відео, пов'язане з умовами тривоги і діями власника картки.